# Дарница (Николаевская область)
Дарница (укр. Дарниця) — село в Братском районе Николаевской области Украины.
Население по переписи 2001 года составляло 32 человека. Почтовый индекс — 55430. Телефонный код — 5131. Занимает площадь 0,486 км².

## Местный совет
55430, Николаевская обл., Братский р-н, с. Анновка, ул. Советская, 22